# Atrichum nigricans
Atrichum nigricans är en bladmossart som beskrevs av F. J. Hermann 1976. Atrichum nigricans ingår i släktet sågmossor, och familjen Polytrichaceae. Inga underarter finns listade i Catalogue of Life.